# マテバ 2006M
マテバ 2006M（MATEBA modello 2006M）はイタリアのマテバ社（MA.TE.BA.：Macchine Termo-Balistiche）が1980年代に競技用として開発し、1990年に発売した回転式拳銃（リボルバー）である。

## 概要
マテバ社において競技用拳銃の開発を手掛けたエミリオ・ギゾーニ（伊語版）が1983年に発表・発売した前作、MATEBA MTR8に続いて開発した回転式拳銃で、MTR8のコンセプトであった“銃身の跳ね上がりを抑えるため、銃身を通常の構造の拳銃に比べて極力下側に配置したデザインにする”という点を踏まえつつ、MTR8で問題とされた“通常のリボルバーに比べて操作性が悪く、フロントヘビーで構えづらい”という欠点を是正するために、通常のリボルバーと同じ構成としながら前述のコンセプトを追求したものである。
開発・量産ともに特に問題は発生しなかったが、「銃身の跳ね上がりを抑える」という設計目的は達成されたものの、やはり独特の構造から通常のリボルバーに比べて操作性が悪く、他社の同威力の銃弾を用いるものに比べて大型の、取り回しの悪いものとなった。使用弾薬を.38スペシャル弾専用とした代わりに装弾数を7発に増加させた発展型である「2007S」も開発されたが、いずれも製造コストが高いことから高価な製品となり、期待されたほどのセールスを獲得できず、比較的少数の生産に終わった。
セールス的には成功しなかったものの、その独自のデザインから銃器コレクターに珍重されており、幾つかの創作作品にも登場している他、オリジナルデザインの銃器のデザインモチーフとしても引用されている。
本銃の経験を踏まえ、マテバ社とエミリオ・ギゾーニは1997年にはシリンダーの振り出し機構を通常のリボルバーと同じく下方降り出し式とし、オートマチック機構を備えた発展改良版として「マテバ オートリボルバー」（マテバ 6 Unica）を開発している。
マテバ社は事業の不振から2005年に一旦清算されたが、ギゾーニを筆頭とする銃器製造部門のスタッフはイタリアのキアッパ・ファイアアームズ（Armi Sport de Chiappa）に移って以後も拳銃の開発を継続し、2006Mおよび 6 Unicaに続く“銃身の跳ね上がりを抑えるため、銃身をシリンダーの下側に配置したリボルバー”としてはキアッパ社の製品として“キアッパ・ライノ”が発表・販売されている。

## 開発・生産
マテバ社においてMTR8に続く新型拳銃は1985年より「MTR6」の名称で開発が始められた。MTR6はMTR8のシリンダー（回転式弾倉）方式を踏襲し、全発を一括して装弾できる専用の円形装弾板（フルムーンクリップ）を用いて装填する方式とし、トリガー（引き金）を上方ではなくトリガー後方のフレーム内部に支点を持ったスライドトリガーの一種とした。更に、弾薬を装着した装弾板をグリップの底面に装着することで素早い次発装填を可能とするように改修され、“6発装弾の弾倉を2基備えるのと同じ装弾数がある”という意味を込めて「 MTR6+6」と改名され、発展型として各部の構造を強化して.357マグナム弾としたものが「MTR6+6M」の名称で改めて設計された。
しかし、前作MTR8は「専用の装弾板を用いなければ装填も発砲もできない」という点が大きな欠点とされていたことから、専用装弾板方式を放棄して通常のリボルバーと同じく回転式弾倉に直接装填する方式とし、更に「トリガーストロークが長い上に重いので、ダブルアクションで発砲すると指の力が無駄に必要で、銃の動揺が大きい」という問題点があったスライドトリガーを変更して一般的なレバートリガーに変更したものが、1987年から1988年にかけ「MATEBA 2006」の名称で完成、最終的には.38スペシャル弾に加えて.357マグナム弾を使用するものとして“2006M”と改称されて量産が開始され、1990年より発売された。
マテバ社は事業の不振から2005年に清算され、2006Mも絶版となったが、、2014年にはイタリアの投資家が“MATEBA”の商標権と各製品の製造権を所得したとして「マテバイタリア(Mateba Italia srl)」の名で新会社を起して2017年には銃器製造会社として活動を開始した。マテバイタリア社のラインナップには2006Mも記載されていたが、同社が出展した銃器見本市でのブース展示や公式サイトに例示されていたものはいずれも旧マテバ社により製造されていたもので
、マテバイタリアとして製造したものが出展・提示された例はなく、2022年5月にはマテバイタリア社はイタリアの公安当局に“銃器に関する違法な販売と輸出、武器の製造に関わる企業が遵守しなければならない各種の法令や公的書類の作成・提出に対する違反を行った”として摘発され、同社には銃器の製造・販売に関するライセンスの取り消しと企業活動の停止、および工場の閉鎖が命じられ、同社は2006Mを再び生産することも発売することもないまま活動を停止した。

## 特徴
2006Mの最大の特徴として、銃身の跳ね上がりを抑えるために銃身が通常の構造の拳銃に比べて下側にある、という独特の構造がある。リボルバー拳銃を含め、「銃」というものは通常は握っている手よりも上に銃身があるため、発砲時の反動によっててこの原理に基づいた銃口の跳ね上がりが発生するが、本銃はこの跳ね上がりを最小限に抑えるために、通常のリボルバーとは銃身の位置を逆にした構造とし、銃把（グリップ）と銃身の高低差を減少させることで、極力、手の位置と銃身の位置を一致させ、発砲時の銃口の跳ね上がりを抑制する設計となっている。
通常のリボルバー拳銃ではシリンダー（弾倉）の最上段に当たる位置の弾薬が激発（発射）され、シリンダーの回転軸は銃身よりも低い位置にあるが、本銃はシリンダー回転軸は銃身の上方にあり、最下段の弾薬が撃発される。このため、他の回転式拳銃では排莢、装填時に側面下方に振り出される（「スイングアウト(swing out)」と呼ばれる）シリンダーは、本銃ではシリンダーラッチ（シリンダー開放ボタン）を操作すると左側面から上方に振り出され、上に180度回転して銃の真上に固定される。なお、シリンダーは溝のない“ノンフルート”型で、射撃時には左回りに回転する反時計回り方式である。フレーム初め本体は酸化焼入れ処理を施した鋼製で、銃身覆い部分（バレルシュラウド）のみアルミニウム製である。
なお、リボルバー拳銃の銃身を交換するには、銃本体を治具を用いて固定し、専用の工具を使う必要があり、更に交換後は精密作業を伴う調整が必要で、設備のある場所と技術のある銃工がいなければ交換が行えないが、本銃は専用工具を用いれば銃身部を容易に交換できる構造になっており、専用のレンチをマズルキャップに噛ませて回すだけで銃身を脱着することができ、用途によって自由に銃身を換装することで汎用性を高める設計となっている。銃身は、2/2.5/3.1/3.5/4/4.5/5/6インチの8種類が用意されている。
トリガープル（トリガーを引くために必要な力）、およびトリガーストロークは調節可能で、トリガープルの標準平均値はシングルアクションで 950 グラム、ダブルアクションで 4,700 グラムとなっている。照星（フロントサイト）は上下に、照門（リアサイト）は左右に調節可能である。
競技用という特性から、精度を高めるためのオプションパーツも用意されており、更なる銃口の跳ね上がり対策として銃身部先端両側面に取り付ける板状のウェイトが存在する。射手の手の大きさに合わせて選択するものとして、グリップには大・中・小、およびグリップレスト一体型のエルゴノミクス形状のもの、計4種類が用意されていた。

## 欠点
- 銃身が下部にある独特の構造は、発射時の跳ね上がり自体は小さいが、反動を受け流すことが難しいために体感反動が大きく、銃口と照星の位置の高低差が大きいために照準軸と射線軸が離れており、狙いのずれが大きくなりやすいとされる。
- シリンダーが上方に振り出される（振り上げられる）方式のため、本銃のために通常とは異なる動作を習熟しなければならず、「取扱が難しい」と不評であった。
- 銃身を交換する毎に銃身長に応じて照準器の調整をやり直すことが必要であったが、フロントサイトとリアサイトの両方を調節しなければならず、調整に手間がかかった。このため、銃身の交換自体は簡単であったものの、実質的には「容易に各種の銃身を使い分けられる」とは言い難いものであった。
- シリンダーストップ（回転式弾倉を固定するための爪状の部品）の固定力を通常のリボルバーよりも強くしなければならなかったため、使用を重ねるとシリンダーに大きな傷が付き[注 5]、次第にシリンダーの接触部分が溝状に削れる上にシリンダーストップの摩耗が激しい、という問題があった。
- 回転式拳銃の利点として「構造が単純で部品点数が少ない」という点があるが、本銃は回転式拳銃としては部品点数が多く、構造が複雑で、製造コストが高いものとなった。
- 本銃のメリットである「銃身の跳ね上がりを抑える」ということに関しては、実際に撃った者の感想によれば「別に格段の効果はない」とのレポートも見られる。

## 各型
MTR6
原型。弾倉は専用の装弾板を用いる型式である。最初に制作されたものは2インチ（約51mm）銃身を持ち、銃身長は2.3.4.6インチのバリエーションが製作された。MTR6+6以降のモデルとはリアサイト部の形状が異なる（それ以降のモデルと比べてリアサイトが後方に張り出している）ことで識別できる。
MTR6+6
二次試作型。
MTR6、6+6はいずれも.38スペシャル弾仕様で、生産型とは引き金がレバータイプではなくスライドトリガーであること、バレルシュラウドの形状が異なる。
MTR6+6M
MTR6の使用弾薬を.357マグナム弾に変更し、それに対応して各所の設計強度を強化した発展型。
2006
専用装弾板方式を直接装弾方式に変更した三次試作型。装弾方式の他MTR6+6とは引き金の機構が異なる。38スペシャル弾使用。
2006M
生産型。2006を.357マグナム弾および.38スペシャル弾使用可能としたもの。2006とはバレルシュラウドの形状が異なる。
銃身は8種類、グリップは3+1種類が用意されているが、マテバ社では公式の組み合わせとして
- 2インチ（約51mm）もしくは2.5インチ（約64mm）銃身 - 短グリップ
- 3.1インチ（約78mm）銃身、もしくは3.5インチ（約89mm） - 標準グリップ
- 4インチ（約102mm）および4.5インチ（約115mm）、もしくは5インチ（127mm）銃身 - 長グリップ
- 6インチ（約153mm） - エルゴノミクス型グリップ

を想定しており、製品も基本的にこの組み合わせで出荷・販売され、これら以外の組み合わせに関しては銃身およびグリップをユーザーが個別に購入して変更するものとされていた。
2006C
エルゴノミクス型グリップを装着し、銃身を6インチの競技用グレードとしたカスタムモデルの通称。
2007S
2006Mの使用弾薬を.38スペシャル弾専用とし、弾倉を7発装弾のものに変更した発展型。銃身長は3.1、4および6インチのモデルが販売された。
- なお、2007Sは銃身とグリップは2006Mのものをそのまま使用できる。銃身を6インチの競技用グレードに変更し、グリップをエルゴノミクス型とした競技用カスタムは“2007SC”と通称されている。

## 登場作品

### アニメ・漫画
『Crack Down on』 作：森田信吾
麻薬取締官の猫島が2006Mを使用。
『Phantom 〜Requiem for the Phantom〜』
アインの用いる武器の一つとして登場。
『Re:CREATORS』
メインキャラクターの一人で劇中劇の登場人物でもある、ブリッツ・トーカーの使用する拳銃のデザインモチーフとして登場。
2006Mと同じ形状のヨークがあり、シリンダー上にブリッジが存在するが、シリンダーは下方降り出し式である等、2006Mとマテバ 6 ウニカ（マテバ オートリボルバー）の特徴を合わせたものになっており、トリガーガード、およびバレルシュラウドの形状はいずれとも異なっている（トリガーガードは角型であり、最前部にのみベンチレーテッドリブがある）。また、作中では「重力子弾」という呼称の架空の弾薬を使用している。
『攻殻機動隊シリーズ』
『GHOST IN THE SHELL / 攻殻機動隊』
トグサが本銃を元にした9mm弾仕様であるM-2007の長銃身モデルを使用。
この「M-2007」は実在のモデルである2007Sとは異なる、架空のモデルである。実際の2006Mと比べバレルシュラウドの形状が異なり、M-2007では側面の彫り下げがない。マズルキャップは銃身交換用工具と噛み合わせるための孔がないタイプで、ポリゴナル型（英語版）の銃腔口が露出している。
『イノセンス』
『GHOST IN THE SHELL』の続編。引き続きトグサが使用しているが、グリップを大型化し、バレル下にアクセサリー装着用のレイルシステムを備え、バレルシュラウド内に調節可能なウェイトを内蔵できる“パフォーマンスセンター風カスタム”として新たにデザインされた架空のモデルを使用している。
『攻殻機動隊 STAND ALONE COMPLEX』
第26話(ep.26)にてトグサの私物として2006Mの4インチ銃身モデルが登場。マズルキャップに工具噛み合わせ孔がないモデルとして描かれている。
作品中ではトグサは通常はマテバ 6 ウニカを元にした架空のモデルである「マテバ M-2008」を使用しているが、このエピソードでは2006Mが登場する。

### ゲーム
『PAYDAY_2』
DLC「Alesso Heist」にて「Matever .357」の名称で追加された。「Piccolo Barrel」（短銃身タイプ）「Medio Barrel」（標準型）「Pesante Barrel」（長銃身タイプ）の名称で3種類の銃身長のモデルが登場し、“Pesante Barrel”は銃身部先端両側面にウェイトが取り付けられたタイプがモデル化されている。
『Phantom -PHANTOM OF INFERNO-』
主人公が選択可能な銃器の1つとして登場する。
この他、ノベライズ版『Phantom -PHANTOM OF INFERNO- アイン』の表紙にも2006Mが描かれている。
『メタルギアソリッドV』
ショットシェルを使用する回転式拳銃“Uragan-5”やオセロットが使用する回転式拳銃“Tornado-6”のデザインモチーフの一つとして、2006Mのデザインが採り入れられている。

## その他
Web検索にて“mateba 2006m”もしくは“mateba 2007”と検索すると、実在する2006M、および2007Sではなく、アニメーション作品『攻殻機動隊』の作中に登場する「M-2007」のトイガン（エアソフトガン）が数多く表示される。これは模型メーカーのマルシン工業が「トグサの銃 M-2007M（TOGUSA's MA・TE・BA M-2007M）」として2008年に発売したもので、以後、仕様とパッケージを何度か変更しながら販売された。
このトイガンは『攻殻機動隊』作中の設定に合わせて9mmパラベラム弾仕様とされている以外には実在する2006Mの6インチモデルと外観はほぼ同じだが、作中設定同様、バレルシュラウドの側面が彫り下げられていないこと、マズルキャップに銃身交換用工具と噛み合わせるための孔がないことで識別できる。
「M-2007」は後に“アニメーションに登場する架空の銃のモデル”ではなく実際の2006Mをモデル化したものとして仕様を変更した製品が発売されている。